# Cepphis fasciata
Cepphis fasciata är en fjärilsart som beskrevs av Leo Schwingenschuss. Cepphis fasciata ingår i släktet Cepphis och familjen mätare. Inga underarter finns listade i Catalogue of Life.